# Almut von Wetter
Die von königlichem Geschlecht abstammende Almut lebte im 10./11. Jahrhundert.
Zusammen mit ihrer Schwester Digmund gründete sie die Kanonissenabtei Wetter im Oberlahngau und stand dieser als Äbtissin vor.
Ihr katholischer Gedenktag ist am 12. März.